# Gábor Komlóssy
Gábor Komlóssy (* 1979 in Budapest) ist ein ungarischer Trompeter.

## Lebenslauf
Gábor Komlóssy begann mit zehn Jahren Trompete zu spielen. Nach Studien mit Gabriella Losonczi, Ede Inhoff und Éva Nagyiván bildete er sich am Bartók-Konservatorium in Budapest in der Klasse Attila Simon weiter.
Bei Tamás Velenczei, Gábor Tarkövi, Mark Gould, Carole D. Reinhart, Bo Nilsson, Fred Mills, Max Sommerhalder, Niklas Eklund, Heinrich Bruckner Markus Stockhausen und Reinhold Friedrich besuchte er Meisterkurse.
Ab 1998 studierte er an der Franz-Liszt-Musikakademie Budapest bei Professor Frigyes Varasdy und vollendete 2003 seine Ausbildung mit einem Diplom (Masters Degree) als Künstler und Lehrer.

## Tätigkeiten
Als Solist an der modernen oder Barocktrompete trat Gábor Komlóssy in verschiedenen Orgelkonzerten oder mit Kammer- und Sinfonieorchestern an, wie in Budapest Strings, Hungarian Virtuosi, das Failoni Kammerorchester, Budapest Baroque, Savaria Baroque, Sonatores Pannoniae, das Yale Schola Cantorum aus den Vereinigten Staaten und der Rheinischen Kantorei auf. Außerdem spielte er häufig in Werken von Bach und Händel mit.
Als Orchestermusiker ist er seit 1999 als Solotrompeter bei den Budapester Kammersinfonikern Weiner-Szász tätig. 2002 und 2003 spielte er die erste Trompete in Aufführungen der Opferfestspiele St. Margarethen. Zwischen 2002 und 2006 hat er die erste Trompete im BM Duna Sinfonieorchester gespielt. Als Gasttrompeter ist Gábor Komlóssy in der Ungarischen Oper und in dem Budapester Festivalorchester zu hören.
Seit September 2005 unterrichtet Gábor Komlóssy am Bartok-Konservatoriums (in Budapest) im Fach Trompete und bildet sich postgradual an der Hochschule für Musik in Wien weiter.

## Trompeten
Gábor Komlóssy spielt auf folgenden Instrumenten:
- Pump- und Drehventiltrompete
- Barocktrompete
- Althorn
- Mellophon
- Kornett
- Piccolotrompete

## Auszeichnungen
Komlóssy, Gábor erhielt bislang folgende Auszeichnungen:
- Sonderpreis an der Trompetenwettbewerb in Piliswörösvár, 1998
- Goldmedaille beim UGDA Europäische Trompetenwettbewerb 2001, in Luxemburg, 2001
- Prix Européen d’Encouragement der Pro Europa Europäische Kulturstiftung in Straßburg, 2001
- 2. Preis ex aequo, an der International Trumpet Guild (ITG) Trumpet Solo Competition in Fort Worth, Texas, USA, 2003
- Annie Fischer -Stipendium für Junge Künstler  des Ungarischen Kulturministeriums in 2007 und 2008

| Personendaten    | Personendaten         |
| ---------------- | --------------------- |
| NAME             | Komlóssy, Gábor       |
| KURZBESCHREIBUNG | ungarischer Trompeter |
| GEBURTSDATUM     | 1979                  |
| GEBURTSORT       | Budapest              |